# 1978年日本

## 政府
- 天皇：裕仁
- 內閣總理大臣：福田赳夫→大平正芳

## 大事紀

### 3月
- 3月26日——示威者以汽油彈摧毀成田機場塔台。

### 5月
- 5月20日——成田機場啟用。

### 6月
- 6月12日——宮城縣發生地震。[1]

### 7月
- 7月30日——沖繩縣的道路通行方向正式切換成與日本本土相同。

### 8月
- 8月12日——簽署《中日和平友好條約》

### 12月
- 12月7日——福田赳夫卸任首相職務，由大平正芳接任。第一次大平內閣成立。

## 出生
- 1月2日——豐口惠，配音員。
- 5月4日——小野大輔，配音員。
- 5月13日——間島淳司，配音員。
- 8月4日——日野聰，配音員。
- 10月2日——濱崎步，歌手
- 11月26日——福山潤，配音員

## 逝世
- 5月30日——片山哲，政治人物。